# Aelurillus brutus
Aelurillus brutus är en spindelart som beskrevs av Wanda Wesołowska 1996. Aelurillus brutus ingår i släktet Aelurillus och familjen hoppspindlar. Inga underarter finns listade i Catalogue of Life.